# Landvik
Landvik  is een plaats en een voormalige gemeente in fylke Agder in het zuiden van Noorwegen. De gemeente werd gevormd in 1837 en bestond tot 1971 toen Landvik samen met de gemeente Fjære bij Grimstad werd gevoegd. De parochiekerk van Landvik is een houten kruiskerk uit 1824.